# روزاليند فرانكلين
روزاليند إلسي فرانكلين (25 يوليو 1920 - 16 إبريل 1958) (بالإنجليزية: Rosalind Elsie Franklin)‏
عالمة فيزياء حيوية بريطانية المولد ، وخبيرة بالتصوير الإشعاعي ، حيث كان لها دور مهم في فهم تركيب وشكل DNA والفيروسات والفحم والجرافيت .
انحدرت روازليند من أسرة تنتمي إلى طبقة ميسورة الحال ، وهي متعلمة ولها نشاط سياسي، التحقت بمدرسة سانت بول للبنات بلندن، وتلقت تعليما متميزا في الكيمياء والفيزياء . والتحقت بجامعة كامبريدج العام 1938، حيث بقيت لاستكمال أبحاثها في الكيمياء الفيزيائية للفحم عام 1945، وجدت لنفسها عملاً في معمل لحيود أشعة X المطلوب لدراسة DNA.

## النشأة والتعليم
ولدت فرانكلين في مدينة نوتينغ هيل، لندن في أسرة يهودية بريطانية ثرية ذات نفوذ. والدها هو التاجر المصرفي أليس آرثر فرانكلين،
والدتها هي ميوريل فرانسيس ويلي. روزاليند الابنة الكبرى وهي الابنة الثانية من عائلة مكونة من خمسة أطفال.
عمُّها هو هربرت صمويل وهو الذي كان وزيراً للداخلية عام 1916 وكان أول يهودي يعمل في مجلس الوزراء البريطاني،
كان أيضا مندوب سامي للانتداب البريطاني على فلسطين. عمتها هيلين كارولين فرانكلين تزوجت نورمان دي ماتوس بينويتش،
الذي كان النائب العام في فترة الانتداب البريطاني على فلسطين، كانت روزاليند نشطة في اتحاد نقابة العمال وتصويت النساء،
وكانت لاحقاً عضوة في مجلس مقاطعة لندن. أصبحت روزاليند لاحقاً ملحدة.
من الطفولة المبكرة، روزاليند أظهرت قدرتها الاستثنائية في المدرسة. تعلمت في مدرسة القديس بولس للبنات حيث برعت في العلوم، اللاتينية والرياضة.

## التحيز الجنسي أثناء دراستها
لم يكن الجو المحيط بكلية الملك مناسبا متجانسا مثل باريس، فقد كانت هناك تفرقة رسمية بين الجنسين في قاعة الطعام والمجالات الاجتماعية، لكن ليس في المعامل. لم يكن هناك اعتراض على قبول أعضاء من ديانة روزالين نفسها، لكن أعدادهم كانت قليلة. وكان هناك صدام شخصي معروف وعليه براهين بين فرانكلين وأحد زملائها بالتحديد موريس ويلكينس، كان ويلكنس يقول إن فرانكلين «قد اتخدت موقفاً متعاليا من البداية»، لكن هذه الخصائص نفسها وصفها رموند جوسلنج، طالب الدراسات العليا الذي كان متوافقا معها بشكل جيد «كانت لا تطيق الأغبياء ...»

## النزاع مع واطسون وويلكينس
حصل ويلكينس وجوسلنج بالفعل على بعض البيانات عن دراسة الدنا بأشعة X. إلا أن فرانكلين حصلت على بيانات أفضل باستخدامها لأجهزة وتقنية محسنة، وبالإضافة إلى ذلك اكتشفت روزالين الظروف التي تتحول بها بلورات الدنا إلى صورة أخرى ميهة تناسب التحليل بأشعة X، الأمر الذي زودها ببيانات إضافية. وقد قدمت نتائجها الأولية في جلسة غير رسمية في نوفمبر من العام 1951، وكان واطسون حاضراً في هذه الجلسة، لكنه ظن أنها لم تتوصل إلى نتائج نهائية. وعلى الرغم من ادعاءات ويلكبنس أنها أسقطت النموذج الحلزوني، إلا أنها كتبت في مذكراتها : «الاستنتاج : حلزون ضخم في عدة سلاسل، بمجموعات الفوسفات إلى الخارج ...»
وقدمت فرانكلين نتائجها بشكل علني، لكن واطسون (وباعترافه شخصياً) لم يلقِ بالاً لذلك. ولم يقتنع بالشكل الحلزوني إلا عندما أراه ويلكينس بشكل سري بيانات أشعة X الخاصة بفرانكلين و«سلَّم بأن روزي (روزي فرانكلين) قد ضربت ضربتها الصائبة في وضعها القواعد تجاه المركز بينما العمود الفقري للحلزون إلى الخارج ...»
وبالدرجة نفسها من سوء الحظ، كان تغاضي واطسون وكريك وويلكينس عن الاعتراف بمساهمة فرانكلين، وفي محاضرتهم المشتركة لجائزة نوبل أوردوا 98 مرجعا دون ذكر مرجع واحد مباشر من أبحاث فرانكلين.
وكتب واطسون كتاباً بعنوان «الحلزون المزدوج»، قدم فيه وصفاً لفرانكلين خالياً من أي إطراء أو مديح، وقد علق الكيميائي الحيوي جوزيف فروتون على ذلك قائلاً :
«إن أول ما صدمني عندما قرأت «الحلزون المزدوج» هو أنه غير أخلاقي، والسرد غير الخجول لكفاح واطسون من أجل النجاح في الخمسينيات كان سيصبح أقل سوءاً لو أنه اعترف بعد ذلك -بكرم- بأن ما وصل إليه هو وكريك إنما يرجع في أغلبه إلى الأبحاث المنشورة للعلماء الآخرين »
وكتب أندريه لوف :
«إن الصورة التي رسمها واطسون لروزاليند فرانكلين قاسية، وملاحظاته حول ملبسها وخلوها من الوسامة ليست مقبولة، وفي أقل تقدير، كان لا بد أن يكون متسامحا حول فرانكلين نظرا لحقيقة أن كل أبحاث كريك وواطسون تبدأ بصورة أشعة X التي أنجزتها روزاليند فرانكلين ... »
وعموماً، يمكن ملاحظة أن مثل هذه التنافسات شائعة في جو الملاحقات، وربما كانت فرانكلين قد بدأت تعاني من أعراض مرضها الأخير، وهو سرطان الأنسجة الليمفاوية الذي يرجع سببه لتعرضها لأشعة X، الذي يتسم ببداية ومقدمة مطولة وماكرة من دون أعراض خاصة، عدا الشعور العام بأن المرء ليس على ما يرام. وربما أصبح من الصعب عليها أن تعمل وهي في هذه الحالة.

## قرب الوفاة
استأنفت فرانكلين أبحاثها العام 1953، لكنها كانت قد انتقلت إلى موقع آخر في كلية بيرك بك في لندن. تعاون معها في ذلك الوقت شاب من ليتوانيا وهو آرون كلوج خلال السنوات الخمس التالية، ونشرا أكثر من 17 بحثاً حول البنى المختلفة، وقد حصل كلوج على جائزة نوبل العام 1982 على أبحاثه.
قررت فرانكلين بعد ذلك أن تدرس فيروس شلل الأطفال العام 1956، وحُذرت من سرعة انتقال وعدوى هذا المرض، لكنها لم تخف لعلمها بقرب وفاتها بسبب السرطان، وتوفيت في 16 أبريل 1958.

## وصلات خارجية
بالعربية
- روزاليند فرانكلين - موسوعة المعرفة

بالإنجليزية
- Rosalind Franklin in CWP at UCLA
- The History of medicine topographical database in ub Himetop
- The People's Archive: Sir آرون كلوغ – see part 2, stories 12/13/17/18 re. Rosalind Franklin and:
- Work at Birbeck and meeting REF (12)
- Work with REF (13)
- REF and the discovery of the structure of DNA. (17)
- REF's death and joining the MRC's LMB in Cambridge (18)